# Unterkleid

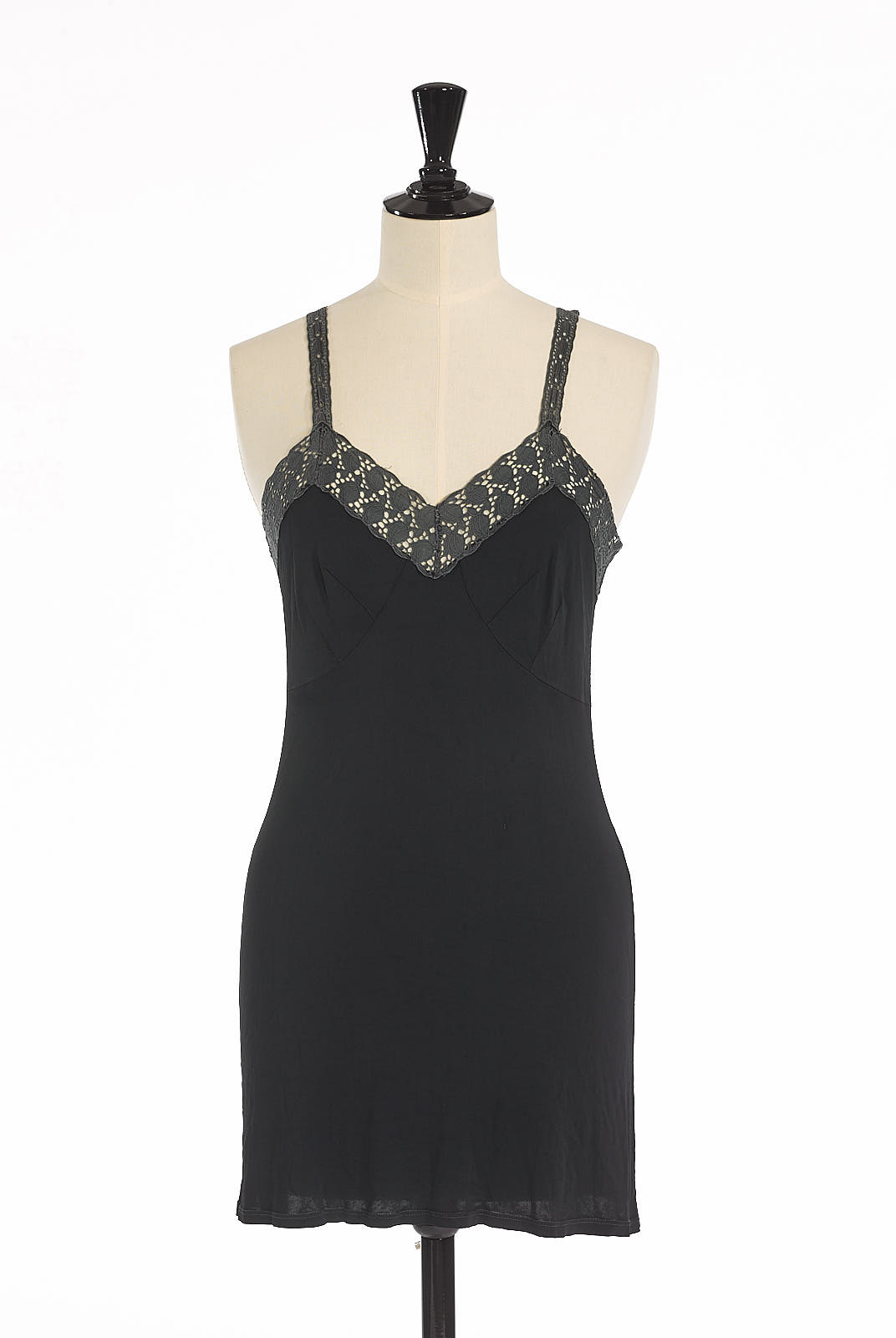
Kurzes Unterkleid, ca. 1930 bis 1945, Antwerpen, ModeMuseum

Das Unterkleid war seit Jahrhunderten fester Bestandteil der Kleidung beider Geschlechter und wurde unter der Oberkleidung oder Rüstung getragen, um die raue Oberbekleidung aus groben Fasern oder Metall überhaupt tragen zu können. Es diente auch zum Wärmeerhalt des Körpers. Es war aus Flachs gewoben. Das Unterkleid wird (in veränderten Schnitten) mittlerweile meist nur noch von Frauen getragen. In Österreich war im 20. Jahrhundert der Ausdruck „Kombineige“ oder „Kombinege“ (gesprochen, und bisweilen auch so geschrieben: „Kombinesch“, Betonung auf dem 'e') üblich. 

## Form
Die Form eines klassischen Unterkleides des 20. Jahrhunderts ähnelt der eines besonders langen Männerunterhemdes mit schmalen, ca. 2–4 Zentimeter breiten Trägern. Daneben gibt es auch modernere Formen mit Spaghettiträgern. Es eignete sich ggf. auch als Nachthemd. Am unteren Saum, an den Trägern wie auch im Dekolleté wird das Unterkleid oft mit Spitze abgesetzt.

## Funktion

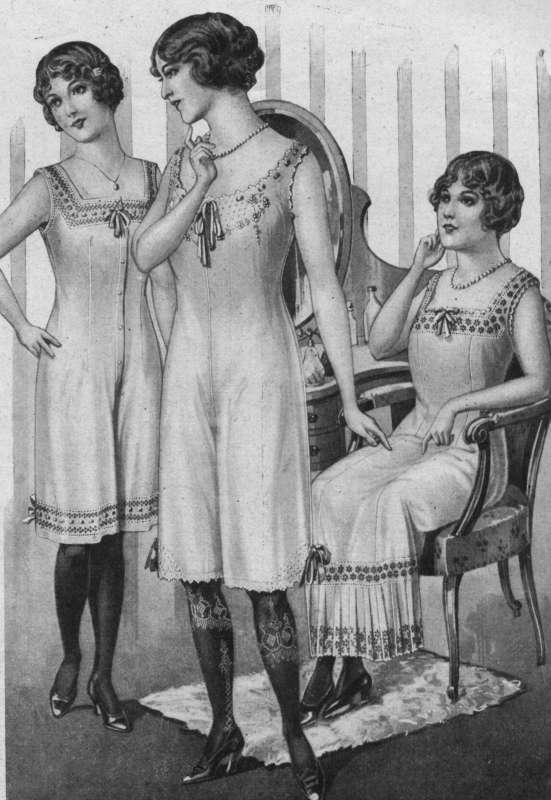
Unterkleider von 1913

Das Unterkleid diente gleichermaßen dem Erhalt von Körperwärme wie auch zur Steigerung des Tragekomforts eines Kleides. Durch die glatte Oberfläche des früher aus Seide, später dann zumeist aus Synthetikfasern (Polyester, Acetat, Nylon, Polyamid/Dederon) bestehenden Unterkleides "rutscht" die Oberbekleidung leicht um den Körper und lässt die Kleidung daher leichter tragen, ohne dass diese kneift oder unschön am Körper anliegt.
Eine moderne Variante mit der Bezeichnung Formkleid dient darüber hinaus dazu, Unebenheiten wie Speckröllchen zu glätten. Zusätzlich kann der Rocksaum mit Silikon versehen sein, um das Hochrutschen und daraus resultierende Falten zu verhindern. Auch können hier eingenähte Unterhosen zu finden sein, die sich wie Bodys im Schritt schließen lassen und sich durch den fehlenden Bund weniger abzeichnen.
Zu Beginn des neuen Jahrtausends hat sich die Mode gewandelt. Klassisch elegante Kleidung sowie die dazugehörigen Unterkleider und Unterröcke werden von jungen Frauen kaum mehr getragen. Auch ist das großflächige Tragen von Kunstfaser direkt auf der Haut mit dem Nachteil verbunden, Schweißgerüche schneller zu erzeugen.

## Fertigung
Unterkleider werden in Deutschland heute weitgehend aus Baumwolle gefertigt und wärmen. Im englischsprachigen Raum, so wie in Japan, dort wo noch oft konservative stilvolle Bekleidung in Schule und Beruf vorgeschrieben ist (Rock, Bluse, Kostüm, Uniform), sind die klassischen Unterkleider, auch aus Synthetikstoffen, durchaus noch in Verwendung.